# Ernst Lamla
Ernst Lamla (Berlim, 21 de novembro de 1888 — Göttingen, 11 de outubro de 1986) foi um físico alemão.

## Vida
Lamla estudou física na Universidade de Berlim, onde obteve um doutorado em 1912, orientado por Max Planck, com a tese Über die Hydrodynamik des Relativitätsprinzips. Em 1947 foi trabalhar com seu professor Max Planck em Göttingen, onde foi diretor do então ginásio estatal, que após a morte de Max Planck teve seu nome mudado para Max-Planck-Gymnasium. Aposentou-se em 1954.

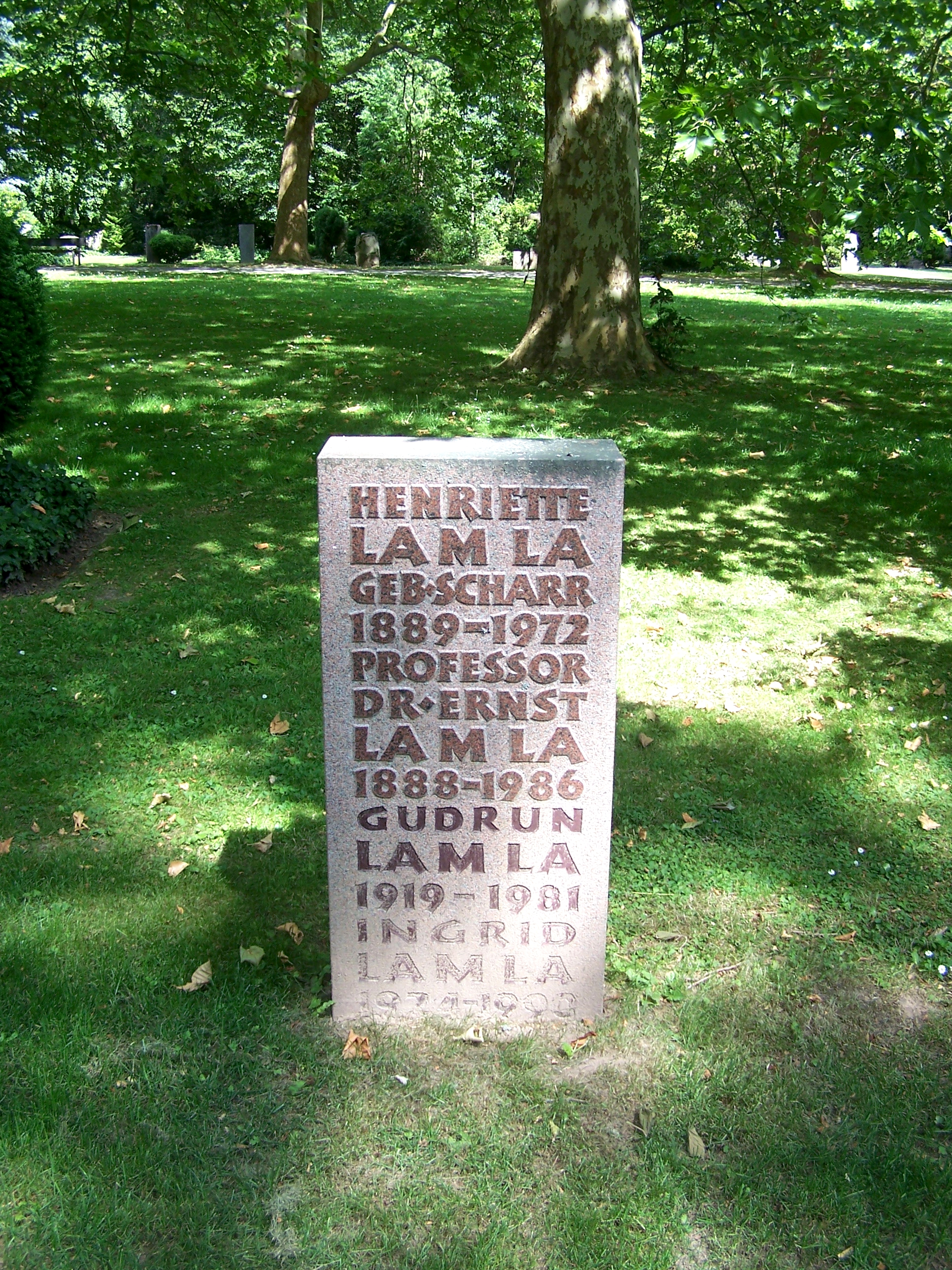
Sepultura no cemitério municipal de Göttingen

Após a morte de Arnold Eucken em 1950 foi até 1966 editor do periódico Naturwissenschaften.